# Los Angeles Film Critics Association Award du meilleur acteur

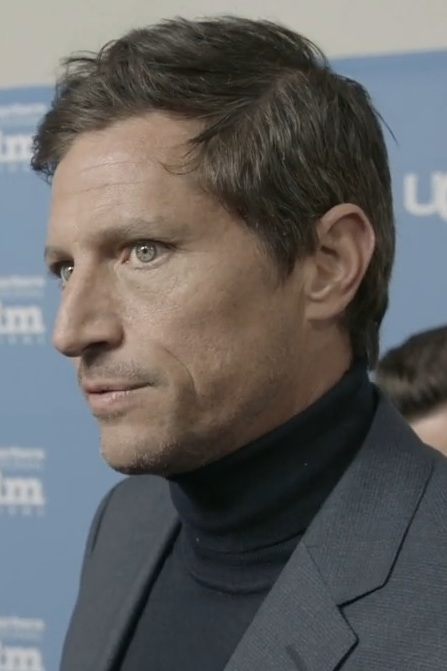
Simon Rex lors d'une interview en mars 2022. Il a remporté le prix de meilleur acteur en 2022.

Le Los Angeles Film Critics Association Award du meilleur acteur (LAFCA for Best Actor) est une récompense cinématographique américaine décernée par la Los Angeles Film Critics Association depuis 1975 au cours de la cérémonie annuelle des LAFCA Awards.

## Palmarès
Note : le vainqueur de chaque année est indiqué en premier et en gras, les autres nommés si mentionnés sont indiqués en dessous.

### Années 1970
- 1975 : Al Pacino pour son rôle dans Un après-midi de chien (Dog Day Afternoon)
- 1976 : Robert De Niro pour son rôle dans Taxi Driver
- 1977 : Richard Dreyfuss pour son rôle dans Adieu, je reste (The Goodbye Girl)
- 1978 : Jon Voight pour ses rôles dans Retour (Coming Home)
  - Robert De Niro pour son rôle dans Voyage au bout de l'enfer (The Deer Hunter)
  - Gary Busey pour son rôle dans The Buddy Holly Story
- 1979 : Dustin Hoffman pour son rôle dans Kramer contre Kramer (Kramer vs. Kramer)

### Années 1980
- 1980 : Robert De Niro pour son rôle dans Raging Bull
- 1981 : Burt Lancaster pour son rôle dans Atlantic City
  - Henry Fonda pour son rôle dans La Maison du lac (On Golden Pond)
- 1982 : Ben Kingsley pour son rôle dans Gandhi
  - Peter O'Toole pour son rôle dans Où est passée mon idole ? (My Favorite Year)
- 1983 : Robert Duvall pour son rôle dans Tendre Bonheur (Tender Mercies)
  - Tom Conti pour son rôle dans Reuben, Reuben, ou la vie d'artiste (Reuben, Reuben)
- 1984 :  (ex æquo)
- F. Murray Abraham pour son rôle dans Amadeus
- Albert Finney pour son rôle dans Au-dessous du volcan (Under the Volcano)
- 1985 : William Hurt pour son rôle dans Le Baiser de la femme araignée (Kiss of the Spider Woman)
  - Jack Nicholson pour son rôle dans L'Honneur des Prizzi (Prizzi's Honor)
- 1986 : Bob Hoskins pour son rôle dans Mona Lisa
  - Dexter Gordon pour son rôle dans Autour de minuit ('Round Midnight)
- 1987 : (ex æquo)
- Jack Nicholson pour ses rôles dans Ironweed et Les Sorcières d'Eastwick (The Witches of Eastwick)
- Steve Martin pour son rôle dans Roxanne
- 1988 : Tom Hanks pour ses rôles dans Big et Le Mot de la fin (Punchline)
  - Gene Hackman pour ses rôles dans Mississippi Burning, Une autre femme (Another Woman), Air Force Bat 21 (Bat*21), Split Decisions et Pleine lune sur Blue Water (Full Moon in Blue Water)
- 1989 : Daniel Day-Lewis pour son rôle dans My Left Foot (My Left Foot: The Story of Christy Brown)

### Années 1990
- 1990 : Jeremy Irons pour ses rôles dans Le Mystère von Bülow (Reversal of Fortune)
  - Philippe Noiret pour son rôle dans La Vie et rien d'autre
- 1991 : Nick Nolte pour son rôle dans Le Prince des marées (The Prince of Tides)
  - Warren Beatty pour son rôle dans Bugsy
- 1992 : Clint Eastwood pour son rôle dans Impitoyable (Unforgiven)
  - Denzel Washington pour son rôle dans Malcolm X
- 1993 : Anthony Hopkins pour ses rôles dans Les Vestiges du jour (The Remains of the Day) et Les Ombres du cœur (Shadowlands)
  - Daniel Day-Lewis pour ses rôles dans Le Temps de l'innocence (The Age of Innoncence) et Au nom du père (In the Name of the Father)
- 1994 : John Travolta pour son rôle dans Pulp Fiction
- 1995 : Nicolas Cage pour son rôle dans Leaving Las Vegas
  - Anthony Hopkins pour son rôle dans Nixon
- 1996 : Geoffrey Rush pour son rôle dans Shine
  - Eddie Murphy pour son rôle dans Le Professeur foldingue (The Nutty Professor)
- 1997 : Robert Duvall pour son rôle dans Le Prédicateur (The Apostle)
  - Jack Nicholson pour son rôle dans Pour le pire et pour le meilleur (As Good as It Gets)
- 1998 : Ian McKellen pour son rôle dans Ni dieux ni démons (Gods and Monsters)
  - Nick Nolte pour son rôle dans Affliction
- 1999 : Russell Crowe pour son rôle dans Révélations (The Insider)
  - Richard Farnsworth pour son rôle dans Une histoire vraie (The Straight Story)

### Années 2000
- 2000 : Michael Douglas pour son rôle dans Wonder Boys
  - Javier Bardem pour son rôle dans Avant la nuit (Before Night Falls)
- 2001 : Denzel Washington pour son rôle dans Training Day
  - Tom Wilkinson pour son rôle dans In the Bedroom
- 2002 : (ex æquo)
- Daniel Day-Lewis pour son rôle dans Gangs of New York
- Jack Nicholson pour son rôle dans Monsieur Schmidt (About Schmidt)
- 2003 : Bill Murray pour son rôle dans Lost in Translation
  - Sean Penn pour ses rôles dans 21 Grammes (21 Grams) et Mystic River
- 2004 : Liam Neeson pour son rôle dans Dr Kinsey (Kinsey)
  - Paul Giamatti pour son rôle dans Sideways
- 2005 : Philip Seymour Hoffman pour son rôle dans Truman Capote
  - Heath Ledger pour son rôle dans Le Secret de Brokeback Mountain (Brokeback Mountain)
- 2006 : (ex æquo)
- Sacha Baron Cohen pour son rôle dans Borat : Leçons culturelles sur l'Amérique au profit glorieuse nation Kazakhstan (Borat: Cultural learnings of America for Make Benefit Glorious Nation of Kazahkstan)
- Forest Whitaker pour son rôle dans Le Dernier Roi d'Écosse (The Last King of Scotland)
- 2007 : Daniel Day-Lewis pour son rôle dans There Will Be Blood
  - Frank Langella pour son rôle dans Starting Out in the Evening
- 2008 : Sean Penn pour son rôle dans Harvey Milk (Milk)
  - Mickey Rourke pour son rôle dans The Wrestler
- 2009 : Jeff Bridges pour son rôle dans Crazy Heart
  - Colin Firth pour son rôle dans A Single Man

### Années 2010
- 2010 : Colin Firth pour son rôle dans Le Discours d'un roi (The King's Speech)
  - Édgar Ramírez pour son rôle dans Carlos
- 2011 : Michael Fassbender pour ses rôles dans A Dangerous Method, Jane Eyre, Shame et X-Men : Le Commencement (X-Men: First Class)
  - Michael Shannon pour son rôle dans Take Shelter
- 2012 : Joaquin Phoenix pour son rôle dans The Master
  - Denis Lavant pour son rôle dans Holy Motors
- 2013 : Bruce Dern pour l son rôle dans Nebraska
  - Chiwetel Ejiofor pour son rôle dans Twelve Years a Slave
- 2014 : Tom Hardy pour son rôle dans Locke
  - Michael Keaton pour son rôle dans Birdman